# José Baez
José Carlos Báez (Asunción, Paraguay; 15 de agosto de 1987) es un futbolista paraguayo. Juega de defensor y su equipo actual es el Real Tomayapo de la Primera División de Bolivia.

## Clubes
| Club                          | País     | Año           |
| ----------------------------- | -------- | ------------- |
| Independiente de Campo Grande | Paraguay | 2011 - 2012   |
| Rubio Ñu                      | Paraguay | 2013          |
| Sportivo Carapeguá            | Paraguay | 2013          |
| Sportivo Luqueño              | Paraguay | 2013 - 2014   |
| Rubio Ñu                      | Paraguay | 2015          |
| Club Petrolero                | Bolivia  | 2015 - 2017   |
| Universitario de Sucre        | Bolivia  | 2018          |
| Independiente de Campo Grande | Paraguay | 2018          |
| Deportivo Capiatá             | Paraguay | 2019          |
| Club General Díaz             | Paraguay | 2020          |
| Tlaxcala                      | México   | 2021          |
| Real Tomayapo                 | Bolivia  | 2021-presente |